# GionnyScandal

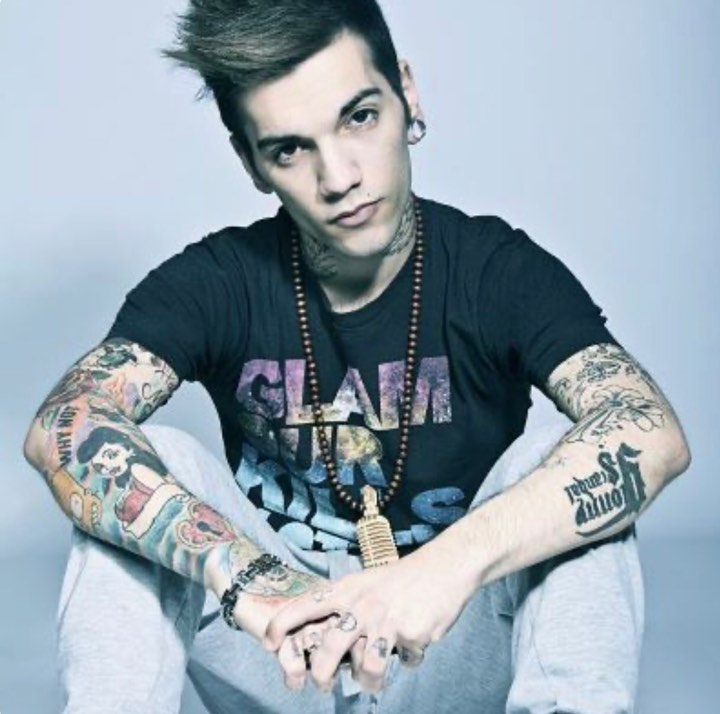
GionnyScandal, 2019

GionnyScandal (* 27. September 1991 in Pisticci, Provinz Matera, als Gionata Di Dio), bürgerlich Gionata Ruggieri, ist ein italienischer Rapper.

## Karriere
Er wuchs bei Adoptiveltern in Seregno, Provinz Monza und Brianza, auf. Im Alter von vier Jahren verlor er seinen Adoptivvater, mit elf auch die -mutter. Er begann seine Karriere 2012 mit der Veröffentlichung zweier EPs beim unabhängigen Label Halidon. Seine Popularität im Internet wuchs. 2014 folgte das erste Album Gionata bei Sony, das die Top 10 der italienischen Charts erreichen konnte. 2015 scheiterte der Rapper in den Castings für Amici di Maria De Filippi. Nach einem Wechsel zu Universal erschien 2016 das nächste Album Reset, das erneut die Top 10 erreichte.  Im Jahr 2017 veröffentlichte GionnyScandal außerdem das autobiographische Buch La via di casa mia bei Rizzoli.
Es folgten die Alben Emo (2018), Black Mood (2019) und Anti (2021).

## Diskografie

### Alben
| Jahr | Titel Musiklabel        | Höchstplatzierung, Gesamtwochen, AuszeichnungChartsChartplatzierungen (Jahr, Titel, Musiklabel, Platzierungen, Wochen, Auszeichnungen, Anmerkungen) | Anmerkungen                              |
| Jahr | Titel Musiklabel        | IT | Anmerkungen                              |
| ---- | ----------------------- | --- | ---------------------------------------- |
| 2012 | Scandaland Halidon      | IT51 (2 Wo.)IT | Erstveröffentlichung: 27. März 2012      |
| 2012 | Mai più come te Halidon | IT30 (2 Wo.)IT | Erstveröffentlichung: 13. November 2012  |
| 2014 | Gionata Sony            | IT6 (3 Wo.)IT | Erstveröffentlichung: 18. März 2014      |
| 2016 | Reset Universal         | IT8 (3 Wo.)IT | Erstveröffentlichung: 14. Oktober 2016   |
| 2018 | Emo Universal           | — | Erstveröffentlichung: 4. Mai 2018        |
| 2019 | Black Mood Universal    | — | Erstveröffentlichung: 5. September 2019  |
| 2021 | Anti Universal          | IT26 (1 Wo.)IT | Erstveröffentlichung: 6. Mai 2021        |
| 2023 | Black Mood 2 Universal  | IT34 (1 Wo.)IT | Erstveröffentlichung: 22. September 2023 |

### Singles
| Jahr | Titel Album                | Höchstplatzierung, Gesamtwochen, AuszeichnungChartsChartplatzierungen (Jahr, Titel, Album, Platzierungen, Wochen, Auszeichnungen, Anmerkungen) | Anmerkungen                                                                  |
| Jahr | Titel Album                | IT | Anmerkungen                                                                  |
| ---- | -------------------------- | --- | ---------------------------------------------------------------------------- |
| 2016 | Buongiorno Reset           | IT77 Platin · (9 Wo.)IT | Verkäufe: + 50.000                                                           |
| 2018 | Per sempre Emo             | IT46 Gold · (1 Wo.)IT | Erstveröffentlichung: 26. Januar 2018 feat. Giulia Jean Verkäufe: + 25.000   |
| 2018 | Solo te e me –             | IT71 Gold · (10 Wo.)IT | Erstveröffentlichung: 7. September 2018 feat. Giulia Jean Verkäufe: + 25.000 |
| 2019 | Ti amo, ti odio Black Mood | IT88 (1 Wo.)IT | Erstveröffentlichung: 4. Januar 2019                                         |

Weitere Singles
- Sei così bella (2017) – Gold (25.000+)[9]

### Gastbeiträge
| Jahr | Titel Album           | Höchstplatzierung, Gesamtwochen, AuszeichnungChartsChartplatzierungen (Jahr, Titel, Album, Platzierungen, Wochen, Auszeichnungen, Anmerkungen) | Anmerkungen                                                                  |
| Jahr | Titel Album           | IT | Anmerkungen                                                                  |
| ---- | --------------------- | --- | ---------------------------------------------------------------------------- |
| 2020 | Sei bella come Roma – | IT69 (2 Wo.)IT | Erstveröffentlichung: 24. April 2020 Dandy Turner & Sedd feat. GionnyScandal |

## Bibliografie
- GionnyScandal: La via di casa mia. La mia vita come un romanzo. Rizzoli, 2017, ISBN 978-88-17-09214-2.

## Belege
1. ↑  Paolo Emilio Russo: GionnyScandal, il rapper con una grande storia da raccontare. In: LiberoQuotidiano.it. 28. September 2015, abgerufen am 6. Oktober 2017 (italienisch).
2. ↑  Cinzia Del Prete: GionnyScandal fuori da Amici 15: il tour nazionale e 300.000 followers non bastano. In: Optimagazine. 15. Dezember 2015, abgerufen am 6. Oktober 2017 (italienisch).
3. ↑  Alice Castagneri: GionnyScandal: “Ho perso entrambi i genitori, ma grazie alla musica sono rinato”. In: LaStampa.it. 9. März 2017, abgerufen am 6. Oktober 2017 (italienisch).
4. ↑  GionnyScandal: il nuovo album ‘Emo’ esce il 4 maggio. In: Rockol.it. 3. Mai 2018, abgerufen am 29. November 2023 (italienisch).
5. ↑  GionnyScandal: esce l'album "Black Mood". In: Rockol.it. 6. September 2019, abgerufen am 29. November 2023 (italienisch).
6. ↑  Rockol com s.r.l: GionnyScandal: il nuovo album, "Anti", annunciato per il 7 maggio. Tracklist. In: Rockol.it. 20. April 2021, abgerufen am 29. November 2023 (italienisch).
7. ↑  Alben von GionnyScandal. In: Italiancharts.com. Hung Medien, abgerufen am 4. April 2018.
8. ↑  Archivio classifiche Top Singoli. FIMI, abgerufen am 4. April 2018 (italienisch).
9. 1 2 3 4  Auszeichnungsarchiv. FIMI, abgerufen am 27. November 2017 (italienisch).
10. ↑  Archivio classifiche Top Singoli. FIMI, abgerufen am 4. April 2018 (italienisch).

| Personendaten    | Personendaten                                                      |
| ---------------- | ------------------------------------------------------------------ |
| NAME             | GionnyScandal                                                      |
| ALTERNATIVNAMEN  | Di Dio, Gionata (Geburtsname); Ruggieri, Gionata (wirklicher Name) |
| KURZBESCHREIBUNG | italienischer Rapper                                               |
| GEBURTSDATUM     | 27. September 1991                                                 |
| GEBURTSORT       | Pisticci, Provinz Matera                                           |